# Nawiedzona narzeczona
Nawiedzona narzeczona (w ang. Over Her Dead Body) - komedia romantyczna w reżyserii Jeffa Lowella.

## Fabuła
Kate ginie w trakcie przygotowań do ślubu z Henrym. Henry jest zdruzgotany. Siostra przekonuje go, żeby spróbował wywołać ducha Kate i poprosił go o zgodę na rozpoczęcie nowego życia. Do akcji wkracza piękna Ashley, prowadząca firmę cateringową i dorabiająca jako medium. Kolejne seanse nic nie dają, ale Ashley jest coraz bardziej zakochana w Henrym, on również zaczyna coś do niej czuć. Jednak na drodze ich szczęściu staje duch Kate, która wróciła na ziemię z czyśćca. Nie może się pogodzić z tym, że jej narzeczony znalazł sobie inną.

## Obsada
- Eva Longoria Parker - Kate
- Paul Rudd - Henry
- Lake Bell - Ashley
- Jason Biggs - Dan
- Lindsay Sloane - Chloe
- Stephen Root - Rzeźbiarz
- William Morgan Sheppard - Ojciec Marks
- Wendi McLendon-Covey - Lona
- Ali Hillis - Karen
- Deborah Theaker - Mary
- Natalia Jaroszyk - Panna Młoda
- Andy Kreiss - Pan Młody
- Ben Livingston - Pastor
- Jack Conley - Taksówkarz
- Kali Rocha - Angel